# Teleajen
Der Teleajen ist ein linker Nebenfluss der Prahova im Kreis Prahova in Rumänien.

## Geografie
Der Teleajen entspringt in der Nähe des Bergs Ciucaș in den Ostkarpaten nördlich von Măneciu-Ungureni. Er fließt in südlicher Richtung ab, passiert dabei die Stadt Ploiești, wendet sich hier nach Südosten und mündet bei Gherghița in die Prahova.
Die Länge des Teleajen beträgt 122 km und hat ein Einzugsgebiet von 1656 km².